# Atomorpha obsoleta
Atomorpha obsoleta là một loài bướm đêm trong họ Geometridae.